# Gaetano Battaglia
Pour les articles homonymes, voir Battaglia.
Gaetano Antonio Battaglia, né à Milan et mort à Smolensk le 14 novembre 1812, est un Colonel et un homme politique italien.

## Biographie
Gaetano Battaglia, né à Milan, a commencé sa carrière militaire très jeune, en fréquentant l'Académie militaire de Modène , puis s'est rendu en France avec l'avènement de Napoléon pour s'enrôler dans la Grande Armée. Avec le grade de capitaine, il entre dans la division commandée par le général Teodoro Lechi avec lequel il reste de 1805 à 1810, année où il est nommé capitaine de la garde d'honneur du vice-roi Eugéne de Beauharnais, ainsi que son écuyer et reçoit le titre de comte donné par Napoléon. En tant que capitaine des gardes d'honneur, il obtint le commandement du corps de la vieille garde française avec le grade de colonel lors de la désastreuse campagne de Russie où il mourut lui-même en novembre 1812 à Smolensk . 
Il avait deux fils, Achille et Alfonso, dont le premier était un vaillant combattant des soulèvements du Risorgimento italien. 

## Distinctions
| Legionario dell'Ordine della Legion d'Onore (Impero francese) - nastrino per uniforme ordinaria | Ordre de la Légion d'honneur |
|                                                                                                 |                              |

| Cavaliere dell'Ordine della Corona Ferrea (Regno napoleonico d'Italia) - nastrino per uniforme ordinaria | Chevalier de l'Ordre de la Couronne de fer |
| |                                            |